# 1 pollice standard C

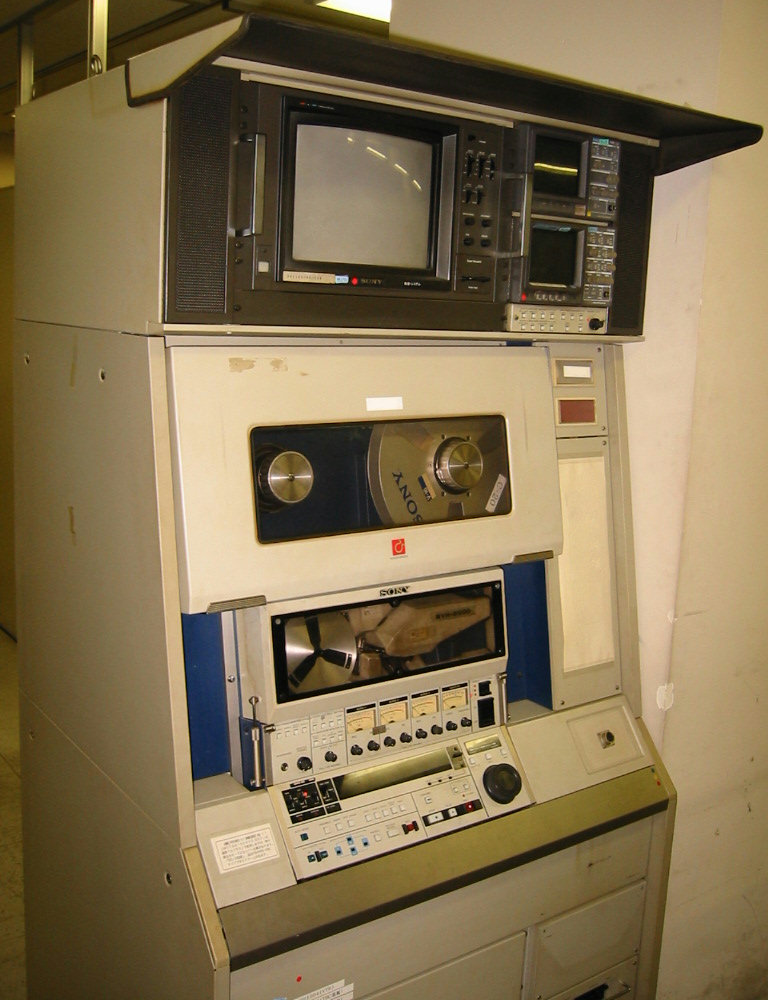
Videoregistratore da un pollice in standard C SONY BVH-2000

1 pollice standard C ci si riferisce ad uno standard di videoregistrazione professionale a bobina aperta. Questo formato è stato sviluppato congiuntamente da Ampex e Sony nel 1976 ed è denominato C secondo la convalida SMPTE. In breve tempo, questo formato sostituì il Quadruplex con nastro da 2 pollici, che era lo standard più largamente utilizzato nell'industria televisiva, grazie alle dimensioni più ridotte e alla qualità video leggermente migliore. Lo standard C è stato per quasi vent'anni il formato di riferimento per le applicazioni professionali, venendo poi gradatamente sostituito dal Betacam e, in tempi più recenti, dai formati digitali come il Digital Betacam e il DVCPRO.  
Nonostante si tratti di un formato composito, come l'U-matic o il VHS, la qualità video dello standard C è elevatissima, molto vicina alla qualità dei videoregistratori a componenti analogici, come Betacam e MII.

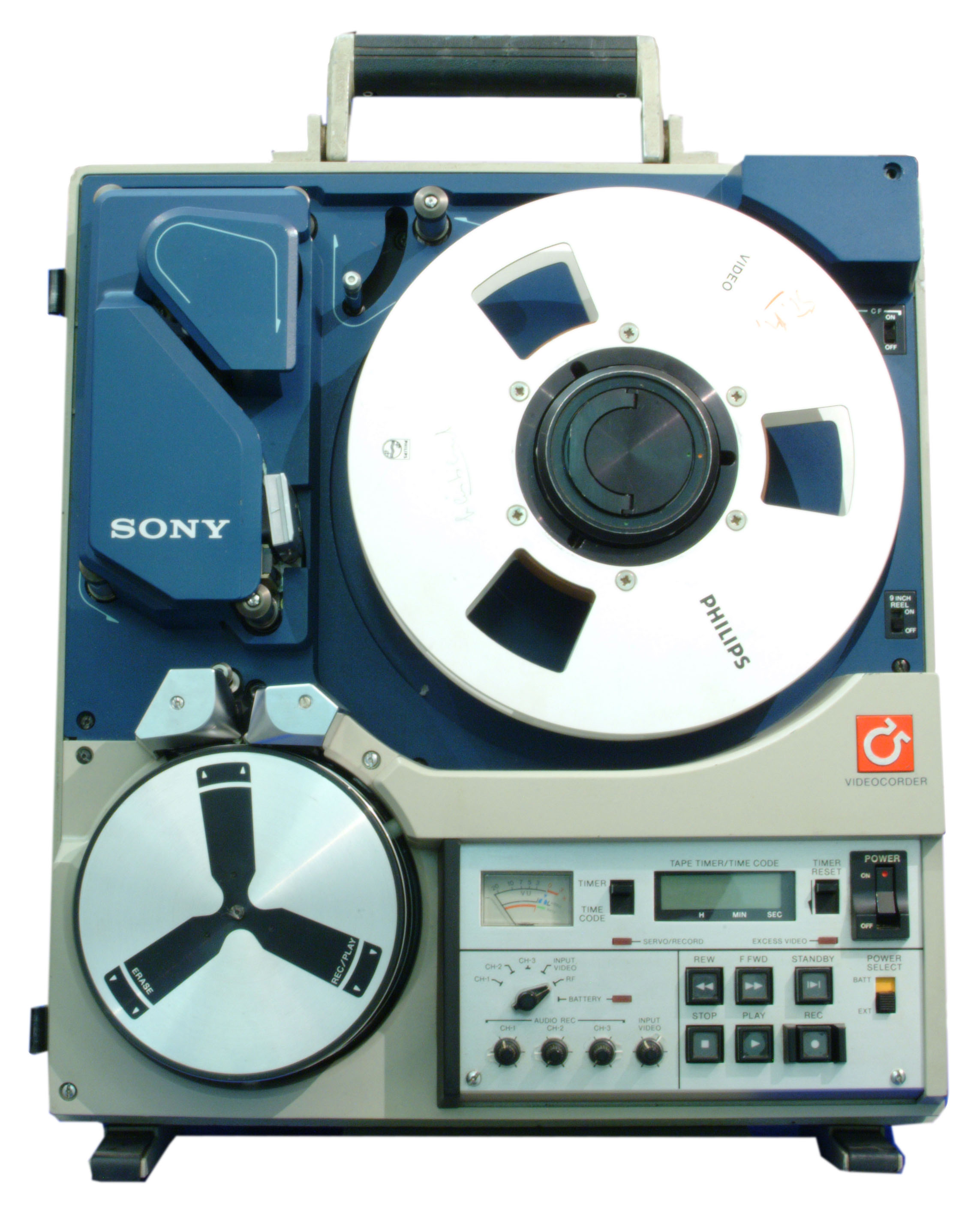
Un videoregistratore portatile in standarc C.

## Caratteristiche
Questo formato registra il segnale video composito esattamente così com'è, senza alcuna compressione o sottocampionamento, tramite una semplice modulazione di frequenza. La registrazione avviene utilizzando la tecnica della scansione elicoidale; il tamburo ruota a 50 (PAL) o 60 (NTSC) giri al secondo, registrando ogni semiquadro su una traccia separata, e con l'impiego di una sola testina. Il formato, quindi, è di tipo non segmentato, a differenza di quanto avviene, per esempio, sul formato Quadruplex da 2 pollici e sui nastri da 1 pollice standard B, che hanno per il resto una qualità simile.

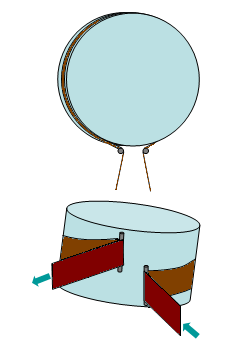
Avvolgimento Ω del nastro attorno al tamburo di scansione.

Il trasporto del nastro avviene alla velocità di 23,98 cm/s mentre la velocità relativa nastro/testina è di 21,05 m/s. Ogni traccia video è lunga 420mm e inclinata di 2° 33' rispetto al nastro e contiene, come si è detto, l'informazione relativa a un semiquadro. La durata massima di una bobina è di 120 minuti. L'avvolgimento del nastro attorno al tamburo portatestine è di tipo Ω.
Proprio la natura non segmentata della registrazione rende possibili alcune funzioni avanzate di riproduzione, come fermo immagine, ricerca veloce e riproduzione a velocità variabile. All'epoca dell'introduzione, tutto questo non era possibile con il largamente utilizzato Quadruplex, che registra le tracce in modo segmentato. Inoltre, i videoregistratori Standard C richiedevano una manutenzione ridotta, consumavano meno ed erano meno ingombranti e costosi rispetto ai 2 pollici.
Questo formato prevede tre canali audio su piste longitudinali, di cui di solito il terzo viene impiegato per il timecode longitudinale.

### Varianti del formato
Usando una sola testina, una parte della registrazione va inevitabilmente perduta: questo avviene durante l'intervallo di cancellazione verticale, alla fine di ogni semiquadro. Le informazioni di sincronismo vengono poi inserite artificialmente durante la lettura.
Esistono comunque tre varianti del formato disponibili come opzione:

#### Variante standard
In questo caso la pista di nastro adiacente alle tracce video rimane vuota.

#### Con testina per sincronismi
In questo caso, una seconda testina registra le informazioni video mancanti nel periodo in cui la testina di registrazione principale termina di scrivere una traccia e completa il giro per iniziare la successiva. La pista di nastro adiacente alle tracce video viene utilizzata per registrare le linee dove non è contenuto video attivo, con le relative informazioni di sincronismo.
Questo sistema è noto anche come una testina e mezza e ha permesso allo standard C di superare le specifiche broadcast dell'epoca, a differenza di quanto avvenuto in precedenza con lo standard A, che non prevede la registrazione delle informazioni di sincronismo complete.

#### Quarta traccia audio
Con questa opzione la pista adiacente alle tracce video viene utilizzata per un quarto canale audio.

### AST
Lo standard C è stato il primo formato di videoregistrazione in grado riprodurre il nastro a velocità variabile. Questo è dovuto al formato non segmentato, come si è detto, e anche ad una tecnologia innovativa, chiamata AST da Ampex e DT da Sony.
La testina di lettura viene montata su una lamina di quarzo che, sfruttando il principio della piezoelettricità viene fatta oscillare entro i limiti della traccia video mentre questa viene letta. Un circuito di controreazione permette di monitorare il percorso effettivo della testina e di correggerlo se necessario, assicurando quindi la stabilità della lettura anche se la velocità del nastro cambia.